# Reichs-Lieder
Das Liederbuch mit dem Titel Reichs-Lieder ist eine Sammlung christlicher Lieder aus dem Bereich der Erweckungsbewegung des 19. Jahrhunderts. Die erste Auflage erschien im Jahr 1892 im Gustav Ihloff Verlag (ursprünglich: Vereinsbuchhandlung G. Ihloff & Co.) in Neumünster. Gustav Ihloff, der zugleich seit 1882 Sekretär des 1857 gegründeten „Vereins für Innere Mission in Holstein“ (seit 1907 „Gemeinschaftsverein in Schleswig-Holstein“) war, hatte während eines Aufenthaltes in England in den Erweckungsversammlungen die Liedersammlung Sacred Songs & Solos von Ira D. Sankey kennengelernt. Unter der Mithilfe weiterer Personen übersetzte er viele dieser Lieder aus dem Englischen und brachte sie unter dem Titel Reichs-Lieder als Sammlung von zunächst 300 Liedern heraus.
Ursprünglich waren die Reichs-Lieder als Gesangbuch für die Gemeinschaftsbewegung in Schleswig-Holstein gedacht, doch schon in der ersten Ausgabe wurde der Gedanke ausgesprochen, das Liederbuch könne auch über die Landesgrenzen hinaus weiter verbreitet werden. Dies geschah dann wohl schneller als erwartet. Der große Bedarf an neuen geistlichen Liedern in dieser Zeit lässt sich unschwer an dem rasanten Erfolg des Reichs-Lieder-Buches erkennen. Die erste Auflage mit 10.000 Exemplaren war schnell vergriffen, und es gab bis zum Jahr 1900 insgesamt 26 weitere Auflagen. Die erste Ausgabe mit Noten erschien im Jahr 1897.
Nach einer gründlichen Überarbeitung wurde das Reichs-Lieder-Buch im Jahr 1900 als Neuauflage mit jetzt 450 Liedern herausgegeben. Diese Ausgabe wurde insgesamt 41 mal nachgedruckt.
Im Jahr 1909 schließlich erschienen die Reichs-Lieder in ihrer heute noch verfügbaren Form als Sammlung von insgesamt 654 Liedern. Das war der endgültige Durchbruch für die weitere Verbreitung des Liederbuches. Bei der Neuausgabe hatte der Vorstand des Gnadauer Verbandes („Deutscher Verband für evangelische Gemeinschaftspflege und Evangelisation“) beratend mitgewirkt, denn die Reichs-Lieder entwickelten sich zu dem bevorzugten Gesangbuch der gesamten Gemeinschaftsbewegung in Deutschland. Diesmal war die ursprüngliche Sammlung ergänzt durch viele klassische Kirchenlieder und weitere Lieder aus dem Bereich des deutschen Pietismus. Die Normalausgabe war weiterhin eine reine Textsammlung (Liedtexte mit Angabe des Verfassers und der zu benutzenden Melodie). Bis 1930 gab es bereits 2,4 Millionen Exemplare in der ganzen Welt. Es erschien jedoch auch eine Notenausgabe mit den vollständigen Texten sowie mit vierstimmigem Notensatz (für Chor und Tasteninstrumente) für alle 654 Lieder.
Im Jahr 1999 erschien eine Neuausgabe der Reichs-Lieder in der Fassung von 1909 in moderner Schrift und im blauen Plastikeinband (auch als Lederausgabe). Die Notenausgabe kam 1998 als Nachdruck im grünen Plastikeinband heraus. Das Liederbuch wird bis heute unverändert nachgedruckt, die letzte weitgehend revidierte Auflage 2685.-2686. Tausend erschien im Jahr 2016.
Eine gründliche Revision der Reichs-Lieder von 1909 führte im Jahr 1930 zur Herausgabe der so genannten Neuen Reichs-Lieder, einer Sammlung von jetzt 616 Liedern. Eine ganze Anzahl der ursprünglichen Lieder wurde gestrichen, dafür fanden sich mehr Choräle und Kirchenlieder in der Neuausgabe. Insgesamt wurde der Charakter des Liederbuches „kirchlicher“. Doch vielen Benutzern des Liederbuches fehlten anscheinend viele der gestrichenen Lieder, sodass im Jahr 1951 eine Neuausgabe mit einem Anhang von 105 Liedern aus dem alten Reichsliederbuch herausgegeben wurde. Auch diese Ausgabe wurde lange nachgedruckt, zuletzt 1976 in einem roten Plastikeinband. 1973 erschien in Zusammenarbeit mit den Posaunenchören der Evangelisch-Lutherischen Gebetsvereine eine spezielle Posaunenausgabe im grünen Einband.
Eine eigene Ausgabe der Reichs-Lieder mit 606 Liedern wurde durch die Vandsburger Gemeinschaften herausgegeben. Im Jahr 1930 erschien außerdem ein „Schlüssel zum deutschen Reichsliederbuch“ mit dem Titel: Reichssänger (hg.v. Dr. Walter Schulz).
Dennoch blieb vor allem das alte Reichs-Lieder-Buch von 1909 bis heute ein Bestseller mit fast 2,7 Mio. verkauften Exemplaren in aller Welt. Ihm gegenüber konnten sich die späteren Neuausgaben auf lange Sicht nicht durchsetzen. Es war für lange Zeit das meist genutzte evangelische Liederbuch innerhalb der deutschen Gemeinschaftsbewegung.
Inhaltlich zeichnet viele der aus der englischen und amerikanischen Erweckungsbewegung stammenden Lieder aus, dass sie auf eine einfache und schlichte Weise das Evangelium vom Reich Gottes verkünden. Es sind oft sehr direkte und zu Herzen gehende Texte, die dazu auffordern, Jesus als Retter anzunehmen, mit ihm zu leben und auf seinen Beistand zu vertrauen. Mit der Auswahl der Lieder waren die Herausgeber damals anscheinend ganz nah am Puls ihrer Zeit. Die Reichs-Lieder boten einfache und verständliche Lieder des Glaubens für die damaligen Menschen. Unzählige haben in ihnen die Einladung zum Glauben an Jesus gefunden (z. B. Lied Nr. 149: Komm zu dem Heiland, komme noch heut) und konnten beim Singen der Lieder ihrem persönlichen Glauben Ausdruck geben.
Allerdings waren die neuen Lieder und das Reichs-Lieder-Buch in den Anfängen selbst in der Gemeinschaftsbewegung nicht unumstritten. In manchen Kirchen und Gemeinden wurde ernsthaft vor den gefährlichen „englischen Liedern“ gewarnt. Ostpreußische Pfarrer warnten das Volk, geistliche Texte im „Teufelstakt“ (Dreivierteltakt) zu singen. Tanzte man nicht „in der Welt“ nach diesem Takt Walzer?
Nach dem Zweiten Weltkrieg und der Herrschaft des Nationalsozialismus hat der Name Reichs-Lieder gerade bei Spätergeborenen wiederholt zu der Frage Anlass gegeben, ob diese Liedsammlung etwas mit dem Nationalsozialismus und dem sogenannten „Dritten Reich“ zu tun habe. Dies ist aber eindeutig nicht der Fall. Der Name will sagen, dass es sich bei der Liedsammlung um Reich-Gottes-Lieder handelt, die die Botschaft von Jesus als dem Retter der Welt zum Inhalt haben. Interessanterweise wurde der Gustav Ihloff Verlag sogar während der Herrschaft des Nationalsozialismus in Deutschland verboten und mehrere Male unter neuem Namen (Christophorus Verlag, Gerhard Möbius Verlag) neu gegründet.